# 水野重良
水野 重良（みずの しげよし）は、江戸時代前期の紀州藩附家老、紀伊新宮領第2代城主。水野重央（重仲）の子。官位は従五位下・淡路守。

## 生涯

### 生い立ちと父・重央
慶長元年（1596年）、水野重央（重仲）の長男として生まれる。
父の重央は大番頭を務めて7000石を知行し、徳川秀忠の側近くに仕えていたが、慶長11年（1606年）に徳川家康より徳川頼宣（慶長7年（1602年）生まれ、当時は水戸藩主）の後見を依頼され、慶長13年（1608年）に頼宣附きの家老に任じられた。その後、元和5年（1619年）に頼宣が紀州藩に入ると、重央は新宮城を与えられ、3万5000石を知行した。

### 家督相続まで
慶長12年（1607年）、重良は12歳の時に初めて大御所・徳川家康に拝謁し、家康の命により第2代将軍・徳川秀忠に近侍する。
慶長20年（1615年）1月27日、従五位下・淡路守に叙任。同年5月の大坂夏の陣では小姓組に列して従軍し、5月7日の大坂城落城に際しては桜門で敵一人を討ち取っている。家臣・渡辺久太夫も首級を得ており、本陣で首実検に備えたところ、賞誉の言葉を賜ったという。戦後、近江国内に知行地2000石を与えられた。
元和7年（1621年）11月に父が死去。本来ならばすぐに父の跡を継ぐはずであったが、他の水野氏一族の者が大名として認められているのに対し、紀州藩附家老は陪臣の扱いで諸侯とは認められないことに不満を抱き、弟の定勝に家督を継がせようとした。また、幕府に直臣として認めてもらうように運動したという。
元和9年（1623年）4月には家光付きとなる。6月の家光の上洛に随行していたところ、山城国竹田において秀忠と家光によって説得され、家督を継いで父の職務を継いだ。これにともない、重良が近江国内で得ていた知行地は収公された。家督相続に際して、家光は手づから和州包友の小脇差を与えた。また伏見にあった豊臣秀長の旧邸を拝領しており、この屋敷は和歌山に移築されたという。

### 紀州藩御附家老
紀州藩重臣の最上位にあったのは、後世「四家」と言われる安藤家（田辺領3万8000石）・水野家（新宮領3万5000石）・三浦家・久野家で、このうち安藤家と水野家が御附家老である。寛永元年（1624年）に三浦為春（頼宣の伯父でもある）が隠居し三浦為時が相続、寛永2年（1625年）に久野宗成が死去し久野宗晴が相続するなど（このほか、年寄役であった彦坂光正が寛永9年（1632年）に没する）、寛永初期には紀州藩上層部の担い手が大きな変化を見せた時期である。重良は筆頭年寄である安藤直次とともに御附家老の重責を担った。
寛永5年（1628年）3月、秀忠が4日に、家光が14日に、相次いで紀州藩邸を訪問した。秀忠からは時服と白銀を、家光からは親筆の短冊と時服・白銀をそれぞれ下賜されている。寛永6年（1629年）2月には、秀忠から鷹狩で得た雁を、家光からは鉄砲で撃ち落とした雁を、それぞれ下賜された。
寛永8年（1631年）には、下野黒羽藩主大関政増に嫁いだ姉の「しゃむ姫」の延命と繁栄を願い、神倉神社（新宮市）や阿須賀神社（新宮市）に手水鉢を奉納している。また、寛永10年（1633年）には、父が着手した新宮城の改修工事が一応の完成を見た。
寛永12年（1635年）、安藤直次が82歳で死去。安藤家は安藤直治が継いだが、翌寛永13年（1636年）に29歳で急死し、遺腹の子である千福（のちの安藤義門）が寛永15年（1638年）に2歳で跡目を継ぐ。また、寛永14年（1637年）に江戸に出府した頼宣はその後3年国元に戻らず、重良や久野宗晴・渡辺直綱ら重臣も江戸に詰めていた（三浦為時が唯一国元に残る年寄となった）。島原の乱が発生していた時期、重良は幕藩交渉の上で依然重要な役割を担ったが、一方で紀州藩政における附家老の役割は縮小し、藩政執行は附家老以外の年寄や重臣が中心となって行われたと考えられる。これには、重良が健康問題を抱えていたことも影響していたとみられる。寛永17年（1640年）、紀州に帰国した頼宣は藩政の改造を試み、三浦為時に付家老の役割を代行させることとし、年寄中心の藩政運営体制の構築を図った。家老の合議制の確立、藩主権力強化による藩主側近層の地位向上、新参家臣の抜擢などの動きもこの時期に見られる。
新宮領政に関しては、正保2年（1645年）に「新宮与力」13家が固定されており、新宮与力はこの13家の体制で幕末まで続くことになる。新宮与力は父の重央が水戸に赴任した際に配下の大番組から12人を与力として連れて行ったことを起源とする家で（正保2年（1645年）までは断絶や交代がある）、平時は新宮領主水野家の指揮下で勤務を行うが、身分としては紀州藩士であった。
慶安3年（1650年）に頼宣は江戸に出府するが、翌慶安4年（1651年）に将軍徳川家光が死去し、幼少の徳川家綱を補佐するという名目で、御三家当主は江戸にとどめられた。頼宣は10年にわたって帰国が許されず、藩政改造も頓挫したとされる。承応2年（1653年）、安藤義門が附家老としての執務を開始するが、翌承応3年（1654年）に19歳で没し、直次の直系は絶えた。安藤家は幕命により親族の旗本の子であった安藤直清が継ぐこととなる。

### 晩年
重良の嫡男である水野重上は明暦年間（1655年 - 1658年）から藩政運営への参与を始めていた。直良は長らく病気であったことを理由として隠居願いを出し、万治元年（1658年）9月25日、頼宣によって隠居が認められ、長男の重上に家督を譲った。隠居後は真休と号した。安藤家の機能回復と水野家の世代交代により、「四家」惣領が年寄を務める体制が復活し、紀州藩政に安定期をもたらしたとされる。
寛文8年（1668年）10月28日に死去。享年73。法号は本廣院殿真休常栄日輔大居士。『寛政譜』によれば、鎌倉の高松寺に葬られた（高松寺については系譜節#補足参照）。新宮城跡の水野家墓所に重良の墓もあるが、分骨墓と見られる。

## 系譜
特記事項のない限り、『寛政重修諸家譜』による。子の続柄の後に記した ( ) 内の数字は、『寛政譜』の記載順。
『寛政譜』の本家の系譜で、水野重良の直下に記された子のうち生母（水野忠元の娘）について記載があるのは重上のみであるが（ほかの子女については「母は某氏」とも「母は上に同じ」とも記されていない）、分家した先の系譜で生母が水野忠元の娘と記載されていることがある。
- 父：水野重央
- 母：安部信盛養妹[1]（水野信元六女[25]）
- 正室：水野忠元の娘
  - 長男(2)：水野重上 - 家督を継ぐ。新宮領第3代城主
  - 二男(4)：水野良全[注釈 7] - 通称は主殿。500俵取りの旗本となる[26]
  - 五男(11)：三宅良寛[注釈 8] - 三宅康重（三宅康信の二男）の婿養子。御書院番士300俵。家督は継がず死去。子に康敬。
- 生母の記載がない子女
  - 長女(1)
  - 二女(3) - 大関増親室[注釈 9]、のち八木高豊の妻
  - 三女(5)：日隆尼 - 鎌倉高松寺開山
  - 四女(6) - 一色直房の妻[注釈 10]
  - 五女(7)：日祐尼 - 鎌倉高松寺住持
  - 三男(8)：水野重孟 - 兄・重上の養子。新宮領第4代城主
  - 四男(9)：水野重時 - 通称は八郎。
  - 六女(10)

### 補足
- 正室は下総山川藩主・水野忠元の娘。重良の父である重央と、正室の父である忠元が従兄弟同士という関係にあたる。
- 二女ははじめ下野黒羽藩主大関増親の正室となる。水野家と大関家は縁戚で、重良の姉「しゃむ姫[7][8][9]」が大関政増に嫁ぎ[1]、大関高増（増親の父）を生んでいる[29]。しかし重良二女は大関家を離縁となり[24][注釈 11]、4000石の大身旗本である八木高豊に再嫁した[24][30]。八木高豊も再婚であるが、先妻は水野忠久（水野忠元の二男[31]）の娘であった[30][31]。
- 鎌倉の高松寺は、重良正室の父である水野忠元の正室・高松院（紀州徳川家家臣・三浦為春の娘）ゆかりの寺である[注釈 12]。同寺の梵鐘の銘（『新編鎌倉志』所引）によれば、高松院が創建したとされる[32]。『新編相模国風土記稿』によれば、高松院が没した翌年の寛永19年（1642年）に水野重良が追福のために創建した尼寺で、日隆尼を開山住持とし、2代目住持を日隆の俗妹である日祐尼が継いだ[32]。江戸時代には栄えたというが[32]、末寺や檀家を持たなかったため堂宇の維持が困難になり、関東大震災による全壊などを経て、昭和初年に宮城県栗原郡（現在の宮城県栗原市若柳）に移転している[32]。